# 클라우스 뢰비치
클라우스 뢰비치(독일어: Klaus Löwitsch, 1936년 4월 8일~2002년 12월 3일)는 독일의 배우이다.

## 죽음
2002년 뮌헨에서 췌장암으로 사망했다.

## 작품 목록

### 영화
- 오뎃사 화일(1974년): 구스타프 마켄젠(Gustav Mackensen) 역
- 철십자 훈장(1977년): 크뤼거(Krüger) 역
- 양지로의 여행(1978년): 펠릭스(Felix) 역
- 파이어폭스(1982년): 블라디미로프(Vladimirov) 역